# Veïnatge civil
El veïnatge civil és el lligam que determina la subjecció d'una persona al dret personal d'una determinada comunitat autònoma amb dret civil propi o al dret civil comú.
L'article 14 del Codi Civil regula detalladament el veïnatge civil. En el seu apartat 14.1, indica que «[l]a subjecció al dret civil comú o a l'especial o foral es determina pel veïnatge civil».
Així, el veïnatge civil d'una persona determina, per exemple, quina legislació regula la seva successió i el règim econòmic del seu matrimoni. Ara bé, això no impedeix que en les qüestions no compreses dintre del dret personal, tota persona té l'obligació de complir les lleis aplicables al territori on es troba; per exemple, a Catalunya les lleis de la Generalitat sobre la protecció dels drets dels animals obliguen tant a les persones de veïnatge civil català, com a les d'altres veïnatges civils, com als estrangers.

## Adquisició
Tenen veïnatge civil català:
- Les persones nascudes de pare i mare amb veïnatge civil català o adoptades per aquests.
- Les persones que resideixin continuadament a Catalunya durant dos anys sempre que manifestin al Registre Civil la voluntat d'adquirir-la, o les persones que hagin nascut, si en el moment del naixement el pare i la mare tenien diferent veïnatge civil.
- Les persones que resideixin a Catalunya continuadament durant deu anys, sense que hagin manifestat una declaració formal en contra.
- Les persones nascudes de pare i mare amb veïnatges civils diferents poden optar per qualsevol dels dos en arribar a la majoria d'edat i dintre dels terminis que estableix el Codi Civil.

Les mateixes normes s'apliquen als veïnatges civils balear, aragonès, navarrès, basc i gallec i al veïnatge civil comú. El veïnatge civil valencià no existeix des dels temps de la guerra de successió.

### Matrimoni
El matrimoni no altera el veïnatge civil. Qualsevol dels cònjuges pot optar pel veïnatge civil de l'altre.